# آنزیم مصنوعی

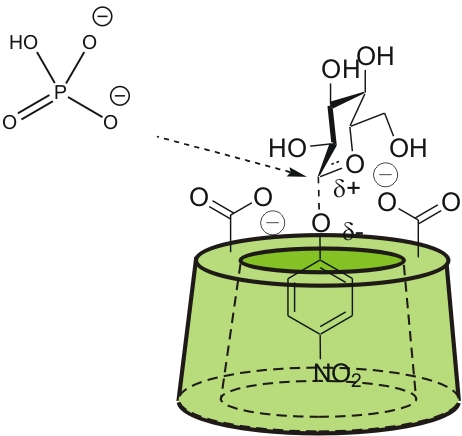
طراحی شماتیک فسفوریلاز مصنوعی

آنزیم مصنوعی یک مولکول آلی مصنوعی یا آلی است که برخی از عملکردهای آنزیم را بازآفرینی می‌کند. 

## تاریخ
کاتالیز آنزیم واکنشهای شیمیایی با انتخاب و سرعت بالایی رخ می‌دهد. بستر در قسمت کوچکی از ماکرومولکول آنزیم به نام محل فعال می‌شود . در آنجا ، اتصال بستر نزدیک به گروه عاملی در آنزیم باعث ایجاد کاتالیز توسط اثرات به اصطلاح نزدیکی می‌شود. با ترکیب بستر اتصال با گروه‌های عاملی کاتالیزوری ، می‌توان کاتالیزورهای مشابهی را از مولکولهای کوچک ایجاد کرد. آنزیم‌های کلاسیک مصنوعی با استفاده از گیرنده‌هایی مانند سیکلودکسترین ، اتر تاجی و کالسیلار ، بسترها را به هم متصل می‌کنند .  

## نانوزیم
نانوزیم‌ها نانومواد با ویژگی‌های آنزیمی مانند ذاتی هستند که طی دهه گذشته به دلیل توانایی در رفع محدودیت‌های آنزیم‌های طبیعی از جمله پایداری کم، هزینه زیاد و ذخیره‌سازی دشوار، در حال رشد بوده‌اند. آنها به‌طور گسترده‌ای برای کاربردهای مختلف، از جمله سنجش زیستی، تصویربرداری از بدن، تشخیص تومور و درمان، ضدعفونی کردن مورد کاوش قرار گرفته‌اند.
فعالیت کاتالیستی این نانوآنزیم ۷۰ برابر بیشتر از کاتالیست Pt/C است.
همراه با توسعه سریع و درک روزافزون علوم نانو و فناوری نانو، نانوزیم‌ها با تقلید و مهندسی بیشتر از مراکز فعال آنزیم‌های طبیعی، به عنوان جانشین مستقیم آنزیم‌های سنتی عمل کنند. در سال ۲۰۰۷، محققان نشان دادند که نانوذرات Fe3O4 (NP) دارای فعالیت تقلید ذاتی پراکسیداز هستند، و از آن زمان تاکنون، صدها ماده نانو برای تقلید از فعالیت کاتالیزوری پراکسیداز، اکسیداز، کاتالاز، هالوپراکسیداز، گلوتاتیون پراکسیداز، اوریکاز، متان مونوکسیژناز، هیدرولاز و سوپراکسید دیسموتاز کشف شده‌است. طیف گسترده‌ای از نانومواد گزارش شده‌است به‌طور همزمان فعالیت تقلیدی دو یا چند آنزیمی را نشان می‌دهد. به عنوان مثال، Fe3O4 NPs فعالیتهای شبه پروکسیداز و مانند کاتالاز وابسته به pH را نشان می‌دهد. NPهای آبی پروس به‌طور همزمان دارای فعالیت شبیه پروکسیداز، کاتالاز و سوپراکسید دیسموتاز هستند و Mn3O4 NPs هر سه آنزیم آنتی‌اکسیدانی سلولی از جمله سوپراکسید دیسموتاز، کاتالاز و گلوتاتیون پراکسیداز را تقلید می‌کنند. نانوزیمها با بهره‌گیری از خصوصیات فیزیوشیمیایی نانومواد، کاربردهای وسیعی از تشخیص در شرایط آزمایشگاهی تا جایگزینی آنزیمهای خاص در سیستمهای زنده را نشان داده‌اند. با ظهور مفهوم جدید «نانوزیمولوژی»، نانوسیم‌ها در حال حاضر به یک زمینه جدید در ارتباط با نانوفناوری و زیست‌شناسی تبدیل شده‌اند.